# Physocleora tiburtia
Physocleora tiburtia är en fjärilsart som beskrevs av Stoll 1781. Physocleora tiburtia ingår i släktet Physocleora och familjen mätare. Inga underarter finns listade i Catalogue of Life.

## Bildgalleri

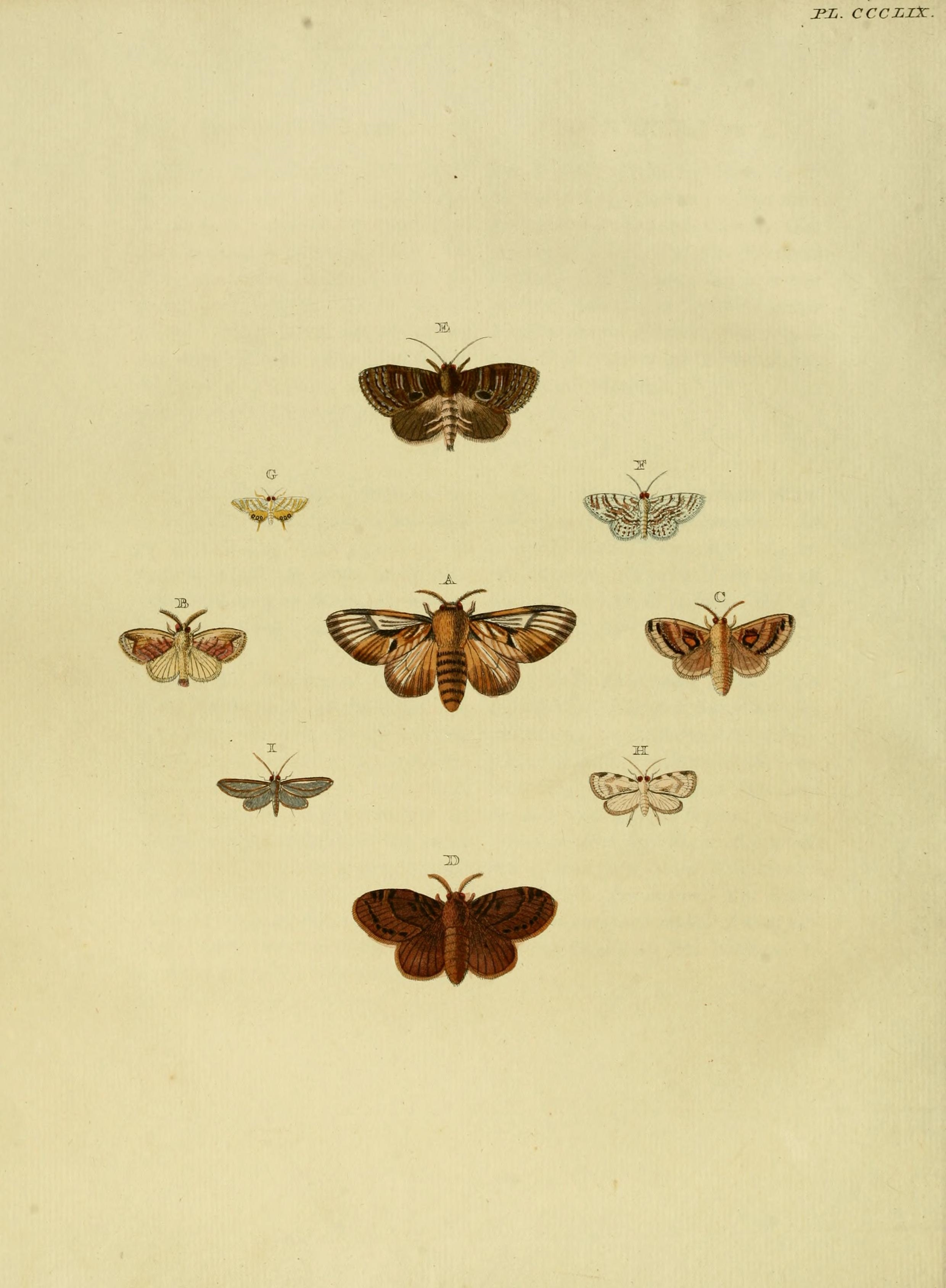